# Quintil·la
Quintil·la (en llatí: Quintilla) va ser una profetessa cristiana del moviment religiós herètic anomenat Montanisme que va viure al segle ii o al segle iii.
Encara que es desconeixen les seves dates exactes, Quintil·la probablement no va ser contemporània dels Tres: Montà Maximil·la i Priscil·la, els primers profetes montanistes, sinó que va actuar unes dècades més tard, quan els Tres ja havien mort. Segons Epifani I de Constància, va marxar del Montanisme per formar la seva pròpia secta, els quintil·lians, on les dones hi tenien un paper primordial.
Epifani, un important opositor del montanisme, recull l'únic relat que ha sobreviscut de la Cristofania de Quintil·la. La profetessa va tenir una visió onírica de Crist en figura de dona, que portava un vestit resplendent i caminava cap a ella. D'ell va rebre la saviesa i li va explicar que Pepuza, la ciutat frígia on es trobava, era un lloc sagrat on baixaria la Nova Jerusalem. Al saber-se això, van fer cap a Pepuza molts homes i dones per poder veure a Crist.
Els quintil·lians veneraven Eva, perquè va ser la primera dona que va menjar de l'arbre de la saviesa. Defensaven les virtuts i la legitimitat de les profetesses, i posaven com a exemples la germana de Moisès, Míriam, i les filles de Felip. Alguns autors pensen que això va ser la primera lectura «feminista» de la Bíblia.
A les seves reunions o assemblees, s'hi presentaven set verges portant torxes i vestits blancs que donaven els oracles al poble. Les seves llàgrimes i lamentacions commovien als presents i els portaven cap al penediment.